# Чёрный Куст
Чёрный Куст  — гора на территории Партизанского муниципального округа Приморского края, в южной части Партизанского хребта, входящего в горную систему Сихотэ-Алинь.
Высота горы Чёрный Куст 1010 метров над уровнем моря, это одна из высочайших вершин юга Приморского края и самый южный тысячник Дальнего Востока. Вершина каменистая. Она находится в юго-восточной части Приморского края, к востоку от города Находка и северо-восточнее Врангеля.
На вершине горы расположен трассовый радиолокационный комплекс «Лира-Т» под радиопрозрачным укрытием.